# 21822 Degiorgi
21822 Degiorgi è un asteroide della fascia principale. Scoperto nel 1999, presenta un'orbita caratterizzata da un semiasse maggiore pari a 2,5209588 UA e da un'eccentricità di 0,1256747, inclinata di 12,67279° rispetto all'eclittica.